# ロヴェレート
ロヴェレート（イタリア語: Rovereto）は、イタリア共和国トレンティーノ＝アルト・アディジェ州トレント自治県にある、人口約40,000人の基礎自治体（コムーネ）。
ヴァッラガリーナ（ラガリーナ谷）の中心都市であり、県下第二のコムーネ人口を持つ。この町にある「トレント・ロヴェレート近現代美術館(MART)」は、ヨーロッパでもっとも大きな現代美術館の一つである。

## 地理

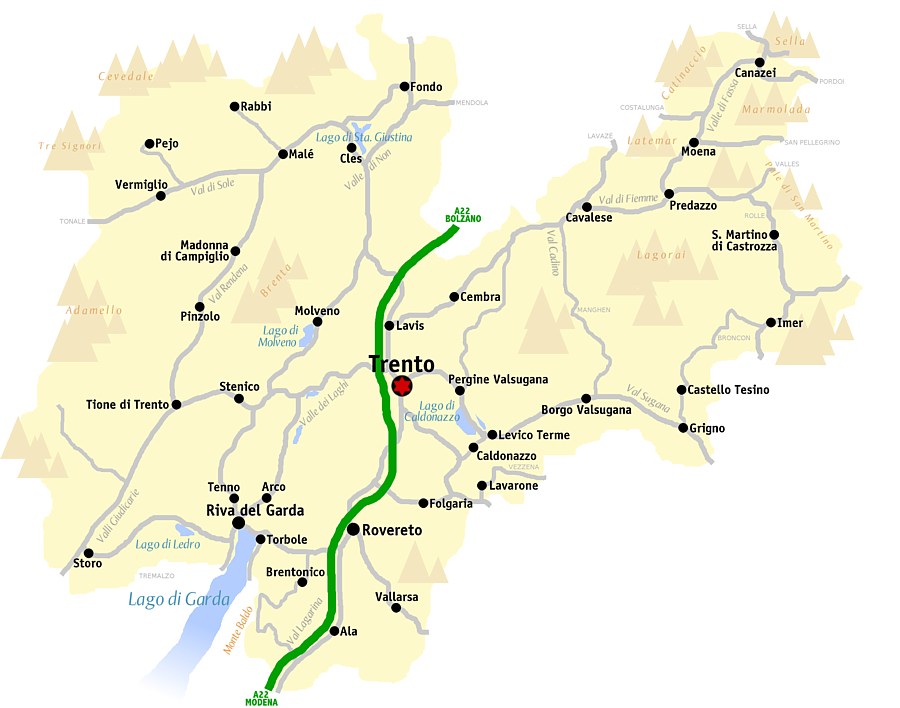
トレント県内地図

### 位置・広がり
トレント自治県南部、ヴァッラガリーナ（ラガリーナ谷）に位置するコムーネである。リーヴァ・デル・ガルダから東へ15km、県都トレントから南南西へ21km、ヴェローナから北へ51km、ヴィチェンツァから北西へ54kmの距離にある。
ロヴェレートの近くではレーノ川 (Leno) が谷を流れている。

#### 隣接コムーネ
隣接するコムーネは以下の通り。
| - アーラ - カッリアーノ - フォルガリーア - イゼーラ - モーリ - ノガレード - ポマローロ - テッラニョーロ - トランビレーノ - ヴァッラルサ - ヴィッラ・ラガリーナ - ヴォラーノ |

## 文化・観光
ロヴェレート城 (it:Castello di Rovereto) 

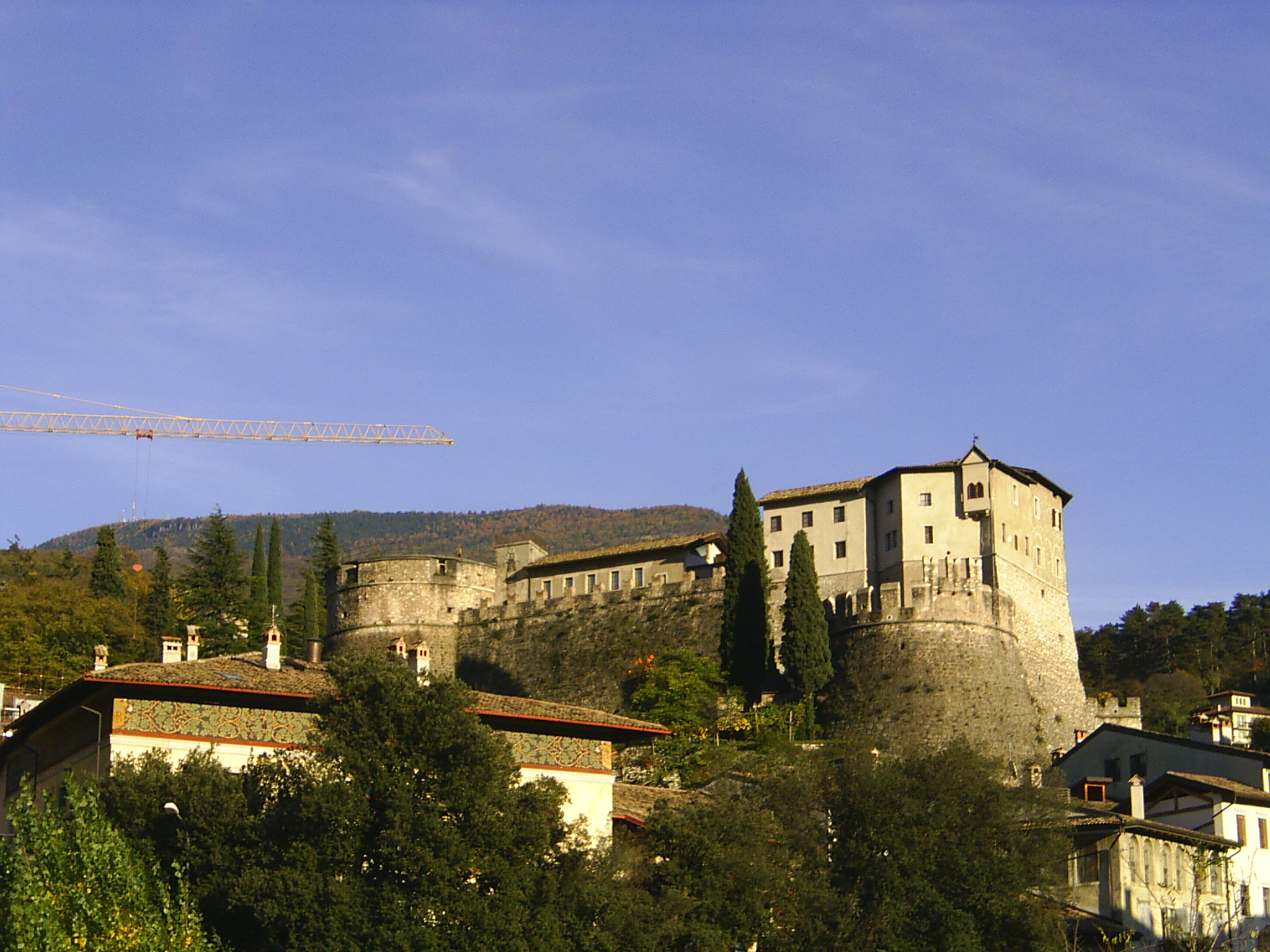
ロヴェレート城

## 行政

### 分離集落
ロヴェレートには以下の分離集落（フラツィオーネ）がある。
- Borgo Sacco, Lizzana, Lizzanella, Marco, Moietto, Mori Stazione, Noriglio, San Giorgio, Sant'Ilario

### Comunità di valle

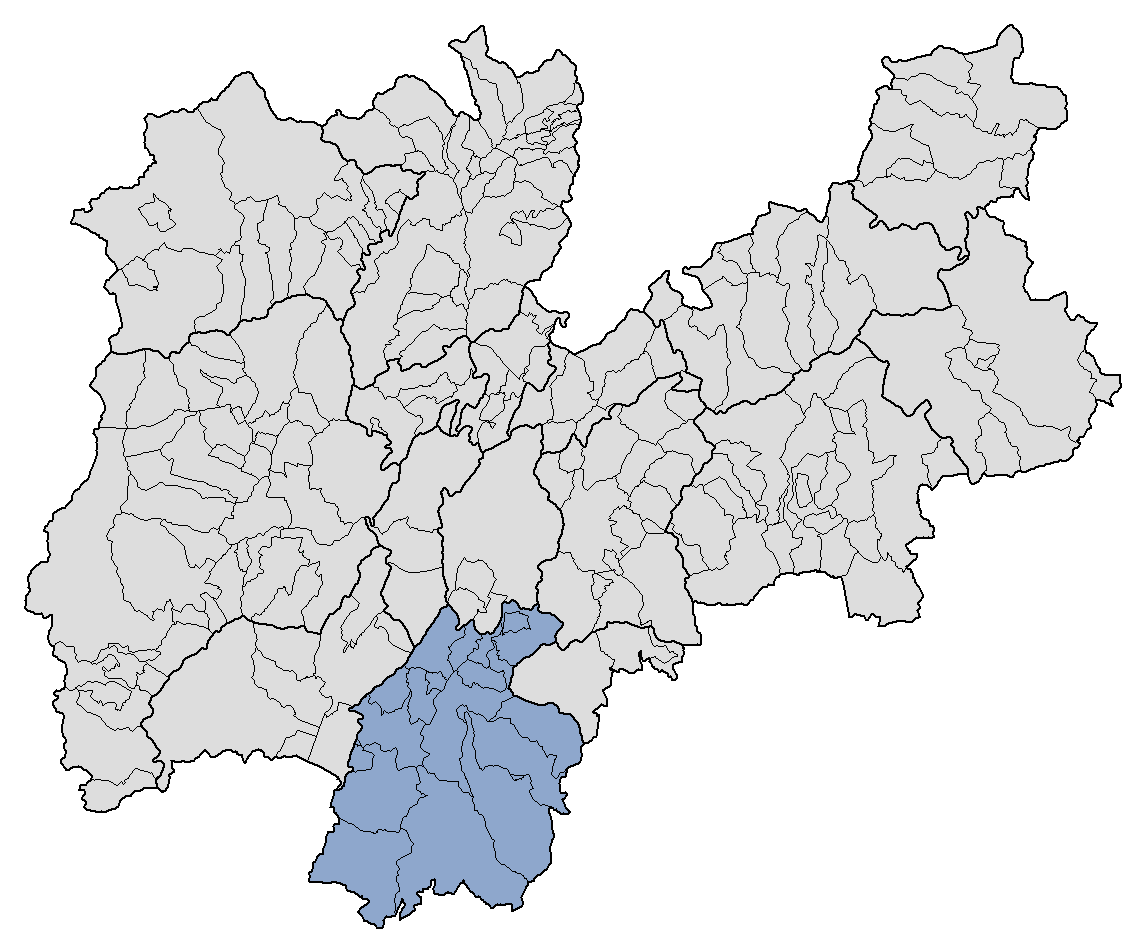
Comunità della Vallagarina

トレント自治県が設置した広域行政組織 Comunità di valle のひとつ「ヴァッラガリーナ」 (it:Comunità della Vallagarina)  の事務所所在地（Capoluogo）である。この地区には以下のコムーネが含まれている。
- アーラ、アーヴィオ、ベゼネッロ、ブレントーニコ、カッリアーノ、イゼーラ、モーリ、ノガレード、ノーミ、ポマローロ、ロンツォ＝キエーニス、ロヴェレート、テッラニョーロ、トランビレーノ、ヴァッラルサ、ヴィッラ・ラガリーナ、ヴォラーノ

## 住民

### 言語
| 少数言語話者の割合（2011年） | 少数言語話者の割合（2011年） | 少数言語話者の割合（2011年） | 少数言語話者の割合（2011年） | 少数言語話者の割合（2011年） |
| ---------------------------- | ---------------------------- | ---------------------------- | ---------------------------- | ---------------------------- |
|                              |                              |                              |                              |                              |
| ラディン語                   | ラディン語                   |                              | 0.2%                         | 0.2%                         |
| モケーニ語                   | モケーニ語                   |                              | 0.0%                         | 0.0%                         |
| チンブロ語                   | チンブロ語                   |                              | 0.1%                         | 0.1%                         |

2011年10月9日に行われた国勢調査によれば、75人のラディン語話者と49人のチンブロ語話者がいるが、人口（37,872人）に占める割合はごく小さい。

## 姉妹都市
- クーフシュタイン、オーストリア 1988年
- フォルヒハイム、ドイツ 1989年
- Dolní Dobrouč、チェコ 1998年
- Bento Gonçalves、ブラジル 2007年

## 人物

### 著名な出身者
- アントニオ・ロスミニ（英語版） - 19世紀のカトリック司祭、哲学者。カトリックの福者。
- ギュスターヴォ・ヴェントゥーリ（英語版） - 19世紀の植物学者。
- リッカルド・ザンドナーイ - オペラ作曲家。
- フォルトゥナート・デペーロ - 未来派の画家・彫刻家・デザイナー。
- ダヴィデ・シモンチェリ（英語版） - アルペンスキー選手。